# Amalia von Helvig

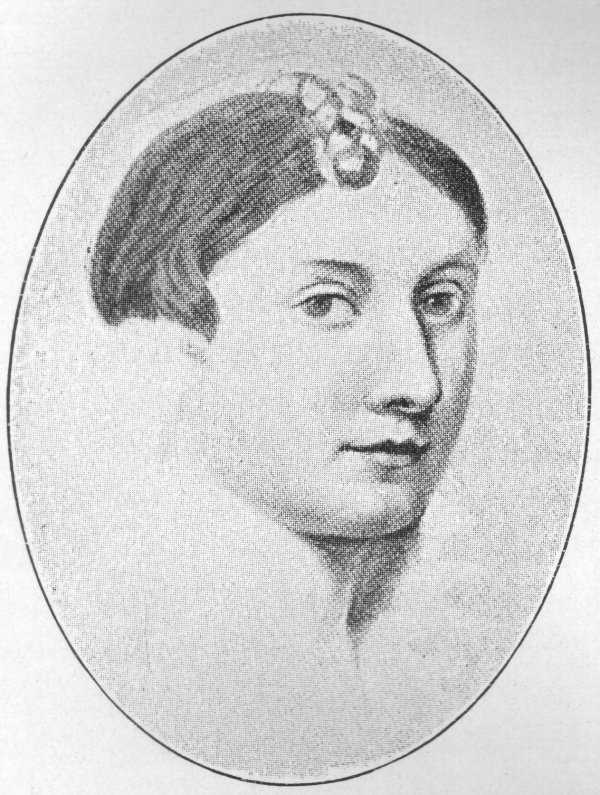
Amalia von Helvig (1776-1831).

Anna Amalia von Helvig, född friherrinna von Imhoff 1776, död 1831 var en svensk-tysk författare, översättare, konstnär och ledamot av Kungliga Akademien för de fria konsterna. Amalia von Helvig, som ursprungligen kom från Tyskland, var under många år bosatt i Sverige, där hon blev en känd kulturpersonlighet. Hennes vänskaprelationer med en stor del av Sveriges konstnärer ska ha haft ett stort inflytande över dem och deras verk. 

## Biografi
Amalia von Helvig var dotter till friherren, majoren och miniatyrmålaren Carl Christoffer von Imhoff och friherrinnan Louise von Schardt samt systerdotter till Goethes kärlek Charlotte von Stein. Hon kom 1791 till Karl August av Sachsen-Weimars och hans hov i Weimar, där hon tillhörde regentens mor Anna Amalia av Braunschweig-Wolfenbüttels hov. Hon fick där konstnärlig och litterär undervisning och umgicks med Goethe och Schiller, som uppmuntrade hennes konstnärliga arbete.     
Hon gifte sig 1803 med vapenkonstruktören och generalfälttygmästaren Carl Gottfried von Helvig. Hon flyttade 1804 till Stockholm där hon blev ett centrum i kulturlivet och även höll en egen salong. Hon var vän till bland annat Malla Silfverstolpe och Erik Gustaf Geijer och blev ett centrum för den svenska konstnärsvärlden.  
Hon blev bekant med Geijer under ett besök hos Malla Silfverstolpe, vars hem vid denna tid var medelpunkten för den vittra världen i Uppsala. Det gick sedan knappt en dag utan att Geijer och hon träffades. De tog långa promenader tillsammans, och hon var en intresserad åhörare av hans föreläsningar. Själv skrev Geijer ett årtionde senare:  
| ” | Jag har ej levat ett liv, som liknat dessa månader, då dagen upptogs av snillrika samtal och natten till större delen med att skriva föreläsningar, som även hon skulle höra. Vad har jag ej henne att tacka för! Hon har först öppnat mitt öga för konstens skönhet, i vars tempel hon själv är hemmastadd. | „ |

Amalia von Helvig besjöng å sin sida i en sonett Geijers "starka själ och veka hjärta".  
Malla Silfverstolpe fann det behövligt att på ett fint sätt erinra Geijer om hans fästmö Anna Lisa Liljebjörns existens genom en bukett av rosor och myrten. När Amalia von Helvig skulle resa tillbaka till Tyskland for han efter avskedet med henne  direkt till sitt bröllop i Värmland. Där hittade hans brud dagar före bröllopet en samling brev som Amalia hade skickat till Geijer, vilket ledde till en känslosam scen.
Det blev för Amalia von Helvig en bitter tid, då hon inte kunde dölja för sig själv att hennes känslor för Geijer var mer än vänskapliga.
Hon valdes år 1804 in som ledamot av Konstakademien. Hon deltog i dess utställningar 1804–1805 och 1809–1810. År 1810 återvände hon till Tyskland, men åren 1814–1816 tillbringade hon återigen i Stockholm och Uppsala. 
Då hon flyttade tillbaka till Tyskland, uppehöll hon en berömd brevväxling med sina svenska konstnärsvänner och blev känd som inflytelserik inspirationskälla. Hennes vänskapsförbindelser med Erik Gustaf Geijer och Per Daniel Amadeus Atterbom har varit mycket diskuterade. Systrarna Mariana De Ron och Louise von Kloch, var med henne i Sverige 1803–1810 och deltog i akademins utställningar. 
Bland hennes arbeten märks främst översättningar till tyska av Atterbom och Geijer. Mest känd blev hennes tolkning av Esaias Tegnérs Frithiofs saga (1826).

## Inom fiktion
Om Geijers förhållande till Amalia von Helvig handlar romanen Islandet av Carina Burman (2001).